# Gerald William Lathbury
Sir Gerald William Lathbury GCB, DSO, MBE, britanski general, * 14. julij 1906, † 16. maj 1978.